# Bataille d'Obertyn
Guerres entre Ottomans et Hongrois
Guerres moldo-polonaises
La bataille d’Obertyn (22 août 1531) opposa le prince de Moldavie Pierre Rareș (Petru) et le roi de Pologne Zygmunt Stary, dans la ville d’Obertyn, au nord du Dniestr, aujourd’hui en Ukraine. Les Polonais furent victorieux, et la Pocoutie fut reprise aux Moldaves.

## Contexte
Depuis 1359, les princes de Moldavie détenaient la Pocoutie en fief personnel et, cette région appartenant au royaume de Pologne, ils étaient de ce fait vassaux du roi de Pologne (tout comme les rois d’Angleterre étaient vassaux du roi de France pour leurs fiefs d’Aquitaine et autres). En 1490, un conflit éclate à ce sujet entre le prince de Moldavie Étienne III le Grand, père de Pierre Rareș, qui conteste la suzeraineté polonaise. Étienne le Grand tente de faire reconnaître sa pleine souveraineté sur ce territoire avec le concours du roi de Hongrie. Après sa mort, le pays est repris par les Polonais, le prince moldave Bogdan III l’Aveugle reconnaissant le fait en 1510. En décembre 1529 Pierre IV Rareș réoccupe la Pocoutie. La Moldavie est officiellement vassale de la Sublime Porte, le roi Zygmunt envoie une lettre au sultan Soliman le Magnifique pour lui demander d’arrêter le conflit. Le sultan répond que les Polonais ont le droit de se battre pour la Pocoutie, mais ne sont pas autorisés à entrer sur le sol moldave, ce qui serait une déclaration de guerre contre les Ottomans. Cette restriction désavantage les Polonais, car les troupes moldaves, plus mobiles, peuvent se réfugier sur leur propre territoire sans que leurs adversaires puissent les y poursuivre.

## La bataille

### Préparations
Les Polonais engagent l’hetman Jan Tarnowski pour conduire l’armée, puisque le Parlement polonais a voté la levée de fonds sur les serfs pour recruter des mercenaires. On donne à Tarnowski 4 800 cavaliers, 1 200 soldats à pied, et 12 canons. Il choisit la ville d’Obertyn, au nord du Dniestr, comme théâtre des opérations.  
Entre le 3 et le 5 juin, Tarnowski envoie 1 000 cavaliers pour harceler les Moldaves de la région, puis ils rentrent rapidement dans Obertyn. Il place alors 100 soldats à pied pour défendre la ville de Gvozdzots, située à quelques kilomètres au sud d’Obertyn. Entre le 6 juin et le 18 juillet, Rareș répond en envoyant 6 000 cavaliers contre Gvozdzots et commence le siège de la ville. L’armée principale polonaise se déplace alors d’Obertyn à Gvozdzots et engage le combat avec les Moldaves, qu’ils mettent en fuite. Du 18 juillet au 21, les Moldaves reviennent avec 20 000 cavaliers, 50 canons et quelques soldats à pied contre l’armée polonais forte de 6 000 hommes. Tarnowski laisse quelques soldats dans Gvodzots et amorce une retraite vers un endroit défensif dans la forêt au nord d’Obertyn, qu’il a fortifié avec son armée dans des chariots Tabor. L’artillerie est placé aux trois coins du camp et une partie de l’infanterie est placée dans les chariots. Le reste de ses forces, avec la cavalerie est déployée au milieu du campement.
Le 22 juillet, les Moldaves commencent l’offensive en envoyant la cavalerie légère attaquer les chariots dans la forêt, mais ils sont repoussés par l’infanterie polonaise. Les canons moldaves tirent sur les chariots, mais sans succès. Par contre, ils sont très endommagés par l’artillerie polonaise. Un tiers de la cavalerie polonaise lance des attaques victorieuses contre l’aile gauche moldave, et force Rareș à soutenir son flanc. Ce dernier laisse quelques soldats pour défendre son flanc droit et pour sécuriser la route vers Obertyn, au cas où il aurait besoin de faire retraite. Le reste de la cavalerie polonaise attaque l’aile droite moldave, mais subit les coups de l’artillerie. Une dernière attaque polonaise met l’armée moldave en déroute. Les Moldaves ont perdu près de 7 000 cavaliers, et ils ont 1 000 prisonniers, plus tous les canons, alors que les Polonais n’ont perdu que 256 hommes.

## Conclusion
Le sultan renvoie Rareș par le mot suivant : « Il a ennuyé le meilleur ami de la Porte, le roi de Pologne ». Les Moldaves feront une autre tentative, manquée, pour reconquérir la Pocoutie en 1538.